# Aleslätten
Aleslätten är en bebyggelse öster om Härryda och söder om Rya i Härryda kommun. Från 2015 avgränsar SCB här en småort.